# Línguas kiranti
As Línguas Kiranti (ou Bahing–Vayu) formam uma família das línguas tibeto-birmanesas e são faladas no Nepal e na Índia (em Siquim, em  Darjeeling, Bengala Ocidental) pelos povos  Kirati, Limbu, Rai e outros.

## Classificação
As línguas Kiranti são frequentemente classificadas dentro da família das “Maha-Kiranti”, mas há linguístas que não têm certeza da existência de um grupo kiranti ou de seus reais limites.

## Línguas
São mais de vinte as línguas kiranti. As mais conhecidas são a Bahing,  a Limbu, Vayu, Lohorung e Kulung (ou Rai). Veja-se uma lista mais completa:
Limbu
- Limbu (tem afinidades com as Kiranti Ocidentais)

Kiranti Orientais
- Grande Yakkha: Yakkha, Phangduwali, Belhare, Athpare, Chintang, Chulung
- Alto rio Arun: Yamphu, Lohorung, Meohang, Waling

Kiranti Centrais
- Khambu (Rai): Kulung, Nachering, Sampang, Saam
- Sul: Bantawa, Puma, Chamling, Dungmali

Kiranti Ocidentais
- Meio-oeste: Thulung (possível primeiro ramo das Kiranti)
- Chaurasiya: Wambule, Jerung
- Alto rio Dudhkosi: Khaling, Dumi, Kohi
- Noroeste (Sunwari): Bahing, Sunuwar, Wayu

## Verbos
Os verbos do Kiranti não são facilmente segmentáveis em função principalmente de a grande presença de palavras valises, a muitos afixos sequenciados e também de muita alomorfia por vezes não intuitiva.